# Neenstetten
Neenstetten är en kommun (tyska Gemeinde) i Alb-Donau-Kreis i förbundslandet Baden-Württemberg i Tyskland. Folkmängden uppgår till cirka 800 invånare, på en yta av 8,3 kvadratkilometer.
Kommunen ingår i kommunalförbundet Langenau tillsammans med staden Langenau och kommunerna Altheim (Alb), Asselfingen, Ballendorf, Bernstadt, Börslingen, Breitingen, Holzkirch,  Nerenstetten, Öllingen, Rammingen, Setzingen och Weidenstetten.

## Befolkningsutveckling
| Befolkningsutvecklingen i Neenstetten 1975–2015 | Befolkningsutvecklingen i Neenstetten 1975–2015 | Befolkningsutvecklingen i Neenstetten 1975–2015 | Befolkningsutvecklingen i Neenstetten 1975–2015 | Befolkningsutvecklingen i Neenstetten 1975–2015 |
| ----------------------------------------------- | ----------------------------------------------- | ----------------------------------------------- | ----------------------------------------------- | ----------------------------------------------- |
|                                                 |                                                 |                                                 |                                                 |                                                 |
| År                                              |                                                 |                                                 | Folkmängd                                       | Areal (ha)                                      |
| 1975                                            | 1975                                            |                                                 | 646                                             | 829                                             |
| 1980                                            | 1980                                            |                                                 | 650                                             | 830                                             |
| 1985                                            | 1985                                            |                                                 | 669                                             |                                                 |
| 1990                                            | 1990                                            |                                                 | 721                                             |                                                 |
| 1995                                            | 1995                                            |                                                 | 743                                             |                                                 |
| 2000                                            | 2000                                            |                                                 | 794                                             |                                                 |
| 2005                                            | 2005                                            |                                                 | 806                                             |                                                 |
| 2010                                            | 2010                                            |                                                 | 827                                             |                                                 |
| 2015                                            | 2015                                            |                                                 | 826                                             |                                                 |
|                                                 |                                                 |                                                 |                                                 |                                                 |